# Jean-Jacques-Philippe-Isaac Gueau de Gravelle de Reverseaux
Jean-Jacques-Philippe-Isaac Gueau de Gravelle, marquis de Reverseaux, comte de Miermaigne (né le 26 juin 1739 et mort le 13 février 1794 à Paris), est un administrateur français. Il est le dernier intendant de La Rochelle.

## Biographie
Il est issu d'une famille de magistrats de Chartres. Son père, Jacques Étienne (1706-1753), fut anobli par une charge de secrétaire du roi et était un conseiller du duc d'Orléans ; sa mère, Marie Angélique Lenoir, était la fille d'Isaac Lenoir, fermier général et riche financier.
Intendant du Bourbonnais de 1777 à 1781, il est nommé intendant de la Rochelle de 1781 à la révolution.
Louis XVI lui confia la mission de convaincre les États de Bretagne, qui se refusaient à voter les subsides. Reverseaux se présenta devant la noblesse comme commissaire du roi ; il eut l’honneur de réunir toutes les opinions et, à la suite d’un discours aussi habile qu’éloquent, il obtint ce que le roi désirait. 
Il fut alors question de lui confier un ministère ; mais devant l’opposition de Necker, qui le considérait toujours comme un adversaire, il se retira dans sa campagne de Reverseaux à Rouvray-Saint-Florentin.
Il fut condamné à mort le 24 pluviôse de l'an II (12 février 1794), par le tribunal révolutionnaire de Paris, et exécuté le lendemain.